# Persone di nome Alphonse
| Questa pagina contiene informazioni ricavate automaticamente dalle voci biografiche con l'ausilio del template Bio e di un bot. L'aggiornamento è periodico e automatico e ricostruisce completamente la pagina. Se manca una persona in questa lista, sei pregato di non aggiungerla, ma accertati piuttosto che la sua voce biografica contenga il template Bio e che i dati anagrafici siano correttamente compilati. Se il template Bio manca, inseriscilo tu stesso o, in alternativa, metti l'avviso {{tmp\|Bio}} che ne segnala la mancanza. Se i dati riportati sono sbagliati, correggi direttamente la voce biografica; le modifiche saranno visibili in questa lista entro pochi giorni. Per chiarimenti vedi il progetto antroponimi. La lista contiene solo le 84 persone che sono citate nell'enciclopedia e per le quali è stato implementato correttamente il template Bio. Pagina aggiornata al 22 lug 2025. |

Questa è una lista di persone presenti nell'enciclopedia che hanno il nome Alphonse, suddivise per attività principale.

## Allenatori di calcio(1)
- Alfons De Winter, allenatore di calcio e calciatore belga (Anversa, n. 1908 - † 1997)

## Archivisti(1)
- Alphonse Wauters, archivista e storico belga (Bruxelles, n. 1817 - Regione di Bruxelles-Capitale, † 1898)

## Arcivescovi cattolici(1)
- Alphonse de Berghes, arcivescovo cattolico belga (Bruxelles, n. 1624 - † 1689)

## Astronomi(1)
- Alphonse Louis Nicolas Borrelly, astronomo francese (n. 1842 - † 1926)

## Attivisti(1)
- Alphonse Barbé, attivista, anarchico e editore francese (Vannes, n. 1885 - Falaise, † 1983)

## Avventurieri(1)
- Zo d'Axa, avventuriero e giornalista francese (Parigi, n. 1864 - Marsiglia, † 1930)

## Avvocati(2)
- Alphonse Grün, avvocato francese (n. 1801 - † 1866)
- Alphonse Marie Ratisbonne, avvocato e presbitero francese (Strasburgo, n. 1814 - Ain Karem, † 1884)

## Banchieri(1)
- Alphonse Pinard, banchiere francese (Sens, n. 1815 - Fécamp, † 1871)

## Bobbisti(1)
- Alphonse Hörning, bobbista svizzero

## Botanici(3)
- Alphonse de Candolle, botanico svizzero (Parigi, n. 1806 - Ginevra, † 1893)
- Alphonse Du Breuil, botanico francese (Rouen, n. 1811 - Rouen, † 1890)
- Alphonse Trémeau de Rochebrune, botanico e zoologo francese (Saint-Savin, n. 1836 - Parigi, † 1912)

## Calciatori(8)
- Alphonse Areola, calciatore francese (Parigi, n. 1993)
- Alphonse Bongnaim, calciatore vanuatuano (n. 1985)
- Alphonse Feyder, calciatore lussemburghese (Niederkorn, n. 1916 - Niederkorn, † 1985)
- Alphonse Leweck, ex calciatore lussemburghese (n. 1981)
- Alphonse Welin Qorig, calciatore vanuatuano (n. 1981)
- Alphonse Renier, calciatore belga
- Alphonse Soppo, calciatore camerunese (Yaoundé, n. 1985)
- Alphonse Tchami, ex calciatore camerunese (Batouri, n. 1971)

## Cavalieri(1)
- Alphonse Gemuseus, cavaliere svizzero (Basilea, n. 1898 - Basilea, † 1981)

## Cestisti(1)
- Alphonse Bilé, ex cestista, allenatore di pallacanestro e dirigente sportivo ivoriano (Abidjan, n. 1950)

## Ciclisti su strada(7)
- Alphonse Antoine, ciclista su strada francese (Corny-sur-Moselle, n. 1915 - Saint-Pierre-de-Bœuf, † 1999)
- Alphonse Charpiot, ciclista su strada francese (Erstein, n. 1879 - Colmar, † 1957)
- Alphonse Fonson, ciclista su strada belga (Liegi, n. 1890 - Bruxelles, † 1972)
- Alphonse Lauwers, ciclista su strada e pistard belga (Liegi, n. 1885 - Liegi, † 1964)
- Achille Souchard, ciclista su strada francese (Allonnes, n. 1900 - Parigi, † 1976)
- Alphonse Vandenbrande, ciclista su strada e dirigente sportivo belga (Lovanio, n. 1928 - Lier, † 2016)
- Alphonse Verniers, ciclista su strada belga (Lochristi, n. 1910 - Lokeren, † 1994)

## Compositori(1)
- Alphonse d'Ève, compositore fiammingo (Courtrai, n. 1666 - Anversa, † 1727)

## Criminologi(1)
- Alphonse Bertillon, criminologo francese (Parigi, n. 1853 - Parigi, † 1914)

## Editori(2)
- Alphonse Alkan, editore francese (Parigi, n. 1809 - Neuilly-sur-Seine, † 1889)
- Alphonse Lemerre, editore e scrittore francese (Canisy, n. 1838 - Parigi, † 1912)

## Esoteristi(1)
- Eliphas Lévi, esoterista francese (Parigi, n. 1810 - Parigi, † 1875)

## Fotografi(1)
- Alphonse Bernoud, fotografo francese (Meximieux, n. 1820 - Lione, † 1889)

## Generali(1)
- Alphonse Juin, generale francese (Annaba, n. 1888 - Parigi, † 1967)

## Ginnasti(2)
- André Higelin, ginnasta francese (n. 1897 - † 1981)
- Alphonse Van Mele, ginnasta belga (n. 1891 - † 1972)

## Giocatori di football americano(1)
- Tuffy Leemans, giocatore di football americano statunitense (Superior, n. 1912 - Hillsboro Beach, † 1979)

## Giornalisti(2)
- Alphonse Karr, giornalista, scrittore e aforista francese (Parigi, n. 1808 - Saint-Raphaël, † 1890)
- Alphonse Rabbe, giornalista, storico e scrittore francese (Riez - Parigi, † 1829)

## Hockeisti su ghiaccio(1)
- Alphonse Lacroix, hockeista su ghiaccio statunitense (Newton, n. 1897 - Lewiston, † 1973)

## Inventori(1)
- Alphonse Beau de Rochas, inventore e ingegnere francese (Digne, n. 1815 - Vincennes, † 1893)

## Librettisti(1)
- Alphonse Royer, librettista, scrittore e giornalista francese (Parigi, n. 1803 - Parigi, † 1875)

## Mafiosi(3)
- Al Capone, mafioso statunitense (New York, n. 1899 - Miami Beach, † 1947)
- Alphonse Gangitano, mafioso australiano (Melbourne, n. 1957 - Melbourne, † 1998)
- Alphonse Persico, mafioso statunitense (New York, n. 1954)

## Matematici(2)
- Alphonse de Polignac, matematico francese (n. 1826 - † 1863)
- Alphonse Antonio de Sarasa, matematico belga (Nieuwpoort, n. 1618 - † 1667)

## Militari(1)
- Alphonse Dugenne, militare francese (Pau, n. 1841 - Tonchino, † 1887)

## Missionari(1)
- Alphonse Matthijsen, missionario e vescovo cattolico olandese (Hoogboom, n. 1890 - Bunia, † 1963)

## Naturalisti(2)
- Alphonse Joseph Charles Dubois, naturalista belga (Aix-la-Chapelle, n. 1839 - Coxyde-sur-Mer, † 1920)
- Alphonse Milne-Edwards, naturalista e zoologo francese (Parigi, n. 1835 - Parigi, † 1900)

## Operai(1)
- Alphonse Nicolas Lonclas, operaio francese (Parigi, n. 1836)

## Pallanuotisti(2)
- Alphonse Decuyper, pallanuotista francese (n. 1877 - † 1937)
- Fons Martin, pallanuotista belga (Anversa, n. 1930)

## Pedagogisti(1)
- Alphonse Chérel, pedagogista e editore francese (Rennes, n. 1882 - Libourne, † 1956)

## Pittori(3)
- Alphonse Legros, pittore, incisore e scultore francese (Digione, n. 1837 - Watford, † 1911)
- Alphonse Lévy, pittore e illustratore francese (Marmoutier, n. 1843 - Algeri, † 1918)
- Alphonse Osbert, pittore francese (Parigi, n. 1857 - Parigi, † 1939)

## Poeti(2)
- Alphonse du Congé Dubreuil, poeta, drammaturgo e librettista francese (n. 1734 - † 1801)
- Alphonse de Lamartine, poeta, scrittore e storico francese (Mâcon, n. 1790 - Parigi, † 1869)

## Politici(6)
- Alphonse Amadou Alley, politico beninese (Bassila, n. 1930 - † 1987)
- Alphonse Chodron de Courcel, politico e diplomatico francese (Parigi, n. 1835 - Parigi, † 1919)
- Alphonse Humbert, politico e giornalista francese (Parigi, n. 1844 - Parigi, † 1922)
- Alphonse Massamba-Débat, politico della Repubblica del Congo (Nkolo, n. 1921 - Brazzaville, † 1977)
- Alphonse Poaty-Souchlaty, politico della Repubblica del Congo (Diosso, n. 1941 - Parigi, † 2024)
- Alphonse Henri d'Hautpoul, politico e militare francese (Versailles, n. 1789 - Parigi, † 1865)

## Pugili(1)
- Alphonse Halimi, pugile francese (Costantina, n. 1932 - Parigi, † 2006)

## Registi(1)
- Fons Rademakers, regista e attore olandese (Roosendaal, n. 1920 - Ginevra, † 2007)

## Restauratori(1)
- Alphonse Giroux, restauratore e ebanista francese (Parigi, n. 1776 - Parigi, † 1848)

## Scrittori(4)
- Alphonse Allais, scrittore e umorista francese (Honfleur, n. 1854 - Parigi, † 1905)
- Alphonse de Chateaubriant, scrittore francese (Rennes, n. 1877 - Kitzbühel, † 1951)
- Alphonse Daudet, scrittore e drammaturgo francese (Nîmes, n. 1840 - Parigi, † 1897)
- Léon Daudet, scrittore e politico francese (Parigi, n. 1867 - Saint-Rémy-de-Provence, † 1942)

## Storici(1)
- Alphonse de Beauchamp, storico francese (Monaco, n. 1769 - Parigi, † 1832)

## Tiratori di fune(1)
- Alphonse Ducatillon, tiratore di fune belga

## Vescovi cattolici(4)
- Alphonse Gallegos, vescovo cattolico statunitense (Albuquerque, n. 1931 - Sacramento, † 1991)
- Alphonse Émile Georger, vescovo cattolico francese (Sarreguemines, n. 1936)
- Alphonse Nguyễn Hữu Long, vescovo cattolico vietnamita (Hanoi, n. 1953)
- Alphonse James Schladweiler, vescovo cattolico statunitense (Milwaukee, n. 1902 - Sleepy Eye, † 1996)

## Zoologi(1)
- Alphonse Guichenot, zoologo, erpetologo e ittiologo francese (Parigi, n. 1809 - Cluny, † 1876)

## Senza attività specificata(1)
- Alphonse Poitevin, ingegnere chimico e fotografo francese (Conflans-sur-Anille, n. 1819 - Conflans-sur-Anille, † 1882)